# Juan Eduardo Errázuriz
Juan Eduardo Errázuriz Ossa (25 de julio de 1943) es un ingeniero, empresario y dirigente gremial chileno, actual presidente del directorio del holding local "Sigdo Koppers".

## Biografía
Nació del matrimonio formado por el ingeniero Pedro Errázuriz Larraín y Marta Ossa Ruiz. Tuvo cinco hermanos, uno de los cuales es el cardenal y arzobispo de Santiago 1998-2001, Francisco Javier.
Estudió en el Colegio del Verbo Divino de la capital. Posteriormente se tituló como ingeniero civil en la Pontificia Universidad Católica de Chile.
En el año 1974, junto a once ejecutivos de la firma, entre ellos el después presidente Eduardo Frei Ruiz-Tagle, adquirió a la estatal Compañía de Aceros del Pacífico (CAP) parte de la propiedad de Sigdo Koppers. Los doce socios tendrían partes iguales. Todos hipotecaron sus casas y vendieron sus automóviles para poder garantizar el pago.
Tras el fallecimiento de Ramón Aboitiz, en 2010, asumió la presidencia de Sigdo Koppers y algunas de sus filiales.
Ha sido director de Banco Santander Chile, IBM Internacional, Endesa Chile, Enersis, LAN Airlines, Emec, Empresa Eléctrica Pehuenche, Pizarreño, Dictuc y la Fundación Empresarial Comunidad Europea-Chile, entre otras entidades.
Casado con Carmen Domínguez Covarrubias, es padre de diez hijos.

## Nota
1. ↑  Durante el Gobierno de Salvador Allende (1970-1973), Sigdo Koppers había pasado a ser controlada por la estatal CAP y sólo en 1974, cuando ya se encontraba en el Gobierno la Junta Militar que lideraba el general Augusto Pinochet, fue traspasada al grupo, esto en el marco de la primera ola de privatizaciones promovida por el nuevo régimen.

```
Durante el Gobierno de Salvador Allende (1970-1973), Sigdo Koppers había pasado a ser controlada por la estatal CAP y sólo en 1974, cuando ya se encontraba la Dictadura Militar que lideraba el general Augusto Pinochet, fue traspasada al grupo, esto en el marco de la primera ola de privatizaciones promovida por el nuevo régimen.
```